# Aslan Gusseinow

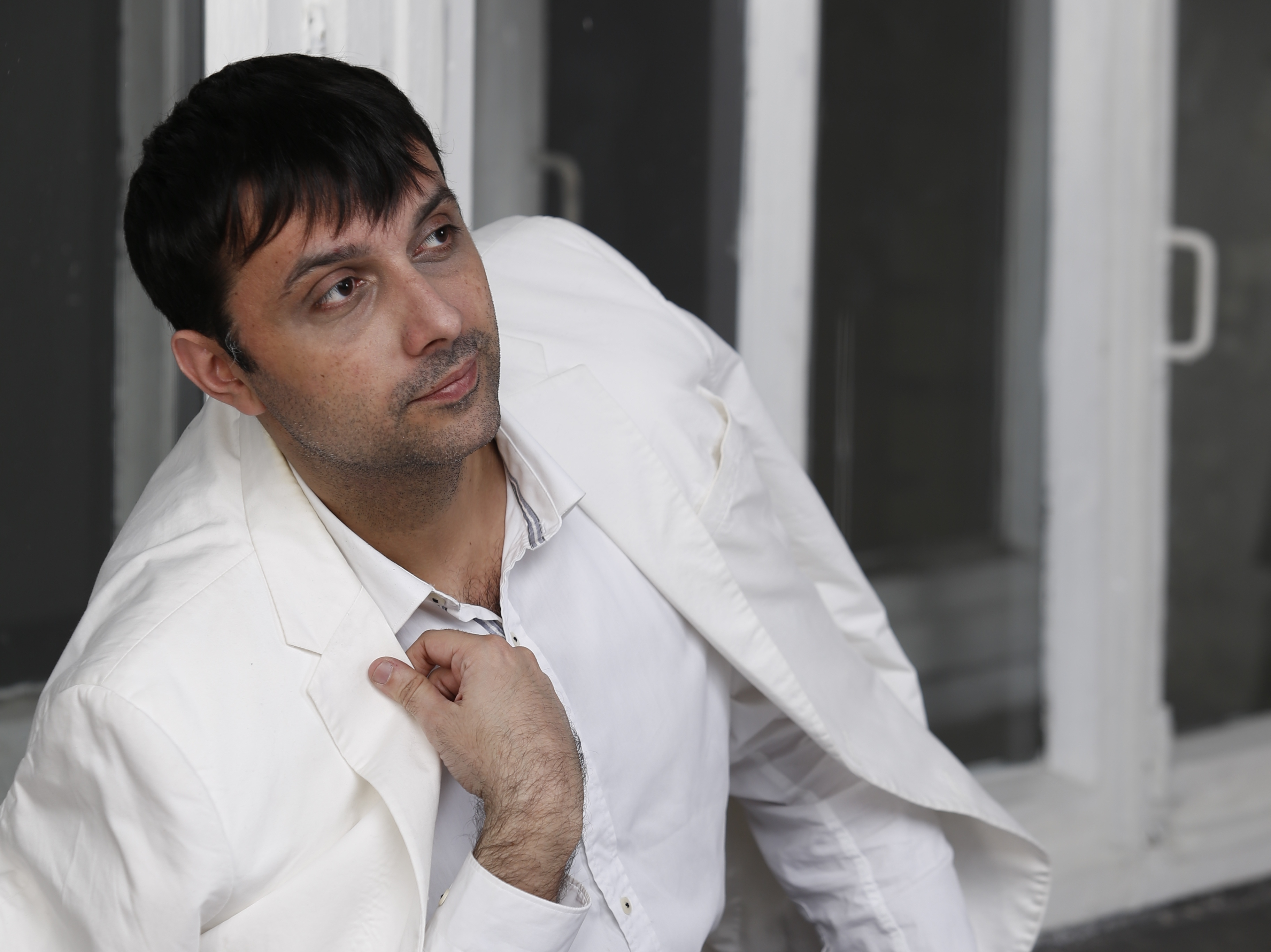
Aslan Gusseinow, 2017

Aslan Sananowitsch Gusseinow (russisch Аслан Сананович Гусейнов, besser bekannt unter der eng. Transkription Aslan Guseynov; * 22. September 1975 in Machatschkala, Dagestanische ASSR, Sowjetunion) ist ein russischer Pop- und Popfolk-Sänger sowie Songwriter.

## Leben und Karriere
Schon als 14-Jähriger beschäftigte sich Gusseinow mit Musik. Er studierte an der Musikschule von Machatschkala. Gusseinow besitzt ein Diplom in Wirtschaftswissenschaften. Neben seiner Studien nahm er häufig an Musikveranstaltungen teil und war Gewinner vieler Wettbewerbe auf Bundesebene, deren Schwerpunkte unter anderem volkstümliche Instrumente waren. 
Ende der 90er Jahre war er als Solist bei der bekannten russischen Comedy-TV-Show KWN (auch: KVN, russ. КВН «Клуб весёлых и находчивых») tätig. In derselben Zeit war Aslan Gusseinow auch Mitglied der kaukasischen Boy-Group Кинса (Kinsa), war Sänger und Songwriter. Für Newcomer in der Musikszene schrieb er ebenfalls Songtexte. Nach der Auflösung von Kinsa versuchte sich Gusseinow als Solokünstler. Er veröffentlichte bald drei Alben. Im Jahre 2003 schrieb er für erfolgreiche Sänger und Musiker wie Жасмин (Jasmin), Dima Bilan oder Irakli. 2010 schrieb er einen Soundtrack für die romantische Komödie «Любовь в большом городе 2» des Regisseurs Marius Vaisberg. Das Lied mit dem Titel «Беги» wurde gesungen von Nastja Sadoroschnaja. Einen Erfolg landete sein Hit Где ты (gde ti), der im Jahre 2009 in Zusammenarbeit mit der R'n'B-Sängerin Marina Alijewa entstanden war.

## Diskografie (Auswahl)
- Все Начнем По Новой
- Самая Родная
- Лето (Radu Sîrbu Radio Version)
- Где ты (feat. Marina Alieva)
- Тебя мне не хватает
- Боже мой
- Знаю Знаю
- Lezginka
- Make it slow (Radu Sîrbu Remix)